# Rodrigo González de la Puebla
Rodrigo González de la Puebla, död 1509, var en spansk diplomat. Han var Spaniens sändebud till England 1487-92 och 1495-1508. 